# Juan de Dios Polo y Muñoz de Velasco
Juan de Dios Polo y Muñoz de Velasco (Córdoba, 1810-Córdoba, 26 de abril de 1885) fue un militar español. 

## Biografía
A los catorce años ingresó en clase de cadete en el regimiento provincial de Bujalance. Ascendió a alférez, y teniente en 1824; operó contra los sublevados de la isla de León en 1831 y hallándose de guarnición en Cádiz ascendió a capitán en 1833.
Después de la muerte de Fernando VII formó parte del ejército expedicionario que mandaba el general Rodil en Portugal y con el mismo pasó al Norte a combatir contra los carlistas. Se pasó a ellos en diciembre de 1834, tomándole Zumalacárregui a su inmediación como capitán de la 7.ª compañía del batallón de guías de Navarra; asistió a las acciones de Mendaza y Puente de Arquijas, en la que fue herido y, en recompensa, ascendido a comandante. El año siguiente tomó parte en todas las acciones libradas en Navarra, mereciendo por su bravura y distinguido comportamiento los ascensos hasta coronel.
En 1836 formó parte de la expedición del general Sanz a Asturias, y a su regreso se halló en la batalla de Luchana y poco después en la victoriosa para los carlistas de Oriamendi. Marchó en clase de agregado con la expedición real de Don Carlos, que llegó hasta las puertas de Madrid; en 1837 pasó al ejército carlista de Cataluña, distinguiéndose en los sitios de Berga y Ripoll, y poco después al de Aragón, donde tomó parte en cuantas acciones de importancia se dieron en Valencia, Aragón y el Maestrazgo y señaladamente en la defensa de Morella.
Al frente de la brigada de su mando concurrió a la célebre batalla de Maella (donde quedó destruida la división isabelina apellidada el Ramillete, y muerto su jefe el general Pardiñas), al sitio de Caspe y toma de Calatayud. En diciembre se apoderó de la guarnición de Alcolea del Pinar, mereciendo poco después, en 1839, el ascenso a general por estos y análogos servicios.
En marzo de 1840 fue nombrado comandante general carlista de Aragón y sostuvo la guerra con encarnizamiento, retirándose paulatinamente sobre Cataluña y, cuando cayó en poder de las tropas de la reina la importante plaza de Berga, emigró a Francia con Cabrera. Acogiéndose a la amplia amnistía otorgada por Isabel II y reconocidos los grados y condecoraciones que había ganado en el campo carlista, regresó a España en 1848, permaneciendo por espacio de veintiún años en situación de cuartel, y triunfante la Revolución de 1868 volvió otra vez los ojos al carlismo, ofreciéndole su espada y sus servicios.

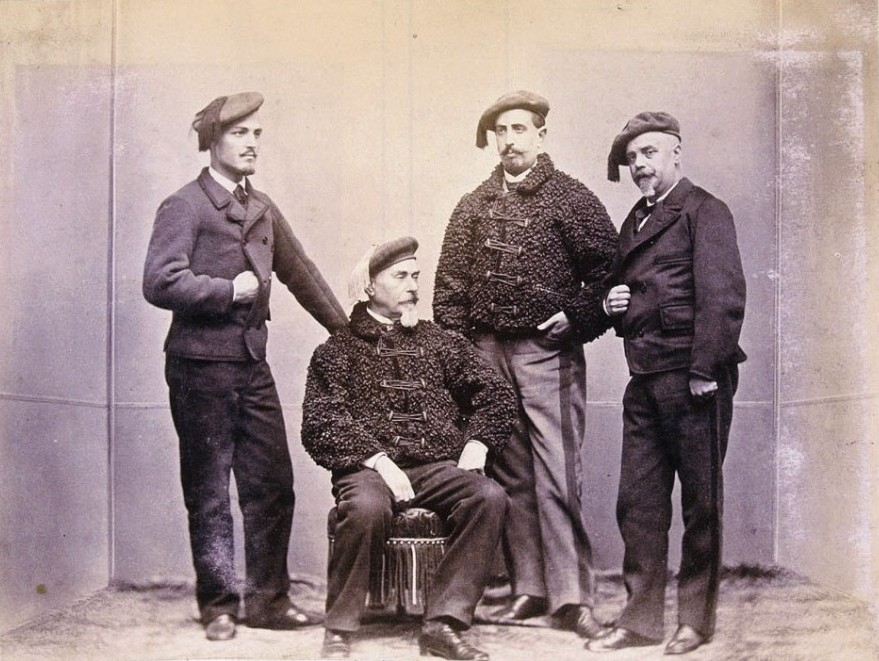
Juan de Dios Polo y tres militares carlistas.

Lo tuvo don Carlos a su lado en París en calidad de vocal de su Consejo, y en 1869 le confió la comandancia general de Toledo, La Mancha y Extremadura. El 23 de julio se lanzó a campaña, fue vencido en la Dehesa de Torroba y hubo de entregarse prisionero al alcalde de Daimiel a mediados de agosto de aquel mismo año; pero se interesaron por él sus mismos aprehensores, compadecidos de su desgraciada suerte, y consiguieron la conmutación de la pena de muerte por la de destierro de la Península, cumpliendo su pena en las Islas Marianas.
En 1872 se hallaba en Bayona presidiendo la Junta militar vasconavarra, a cuyo celo y laboriosidad estaba encomendado el levantamiento general carlista; pero disensiones ocurridas en su seno y su franca oposición a los deseos de Don Carlos, motivaron el que fuera disuelta dicha Junta y declarados "rebeldes" los miembros que no se sometieran, entre ellos Polo. Habiendo tenido éxito el levantamiento que ellos juzgaban prematuro y precipitado, se retiraron de la vida activa del carlismo, aunque se sometieron después a Don Carlos.
Polo vivió algunos años en la emigración casi olvidado de los suyos, y de regreso a España, vivió igualmente retirado de la política y falleció a edad muy avanzada. Estuvo casado con una hija del caudillo carlista Felipe Calderó, padrastro del general Ramón Cabrera.